# Poecilocloeus flavipictus
Poecilocloeus flavipictus är en insektsart som beskrevs av Bruner, L. 1913. Poecilocloeus flavipictus ingår i släktet Poecilocloeus och familjen gräshoppor. Inga underarter finns listade i Catalogue of Life.